# Reinhold Körner

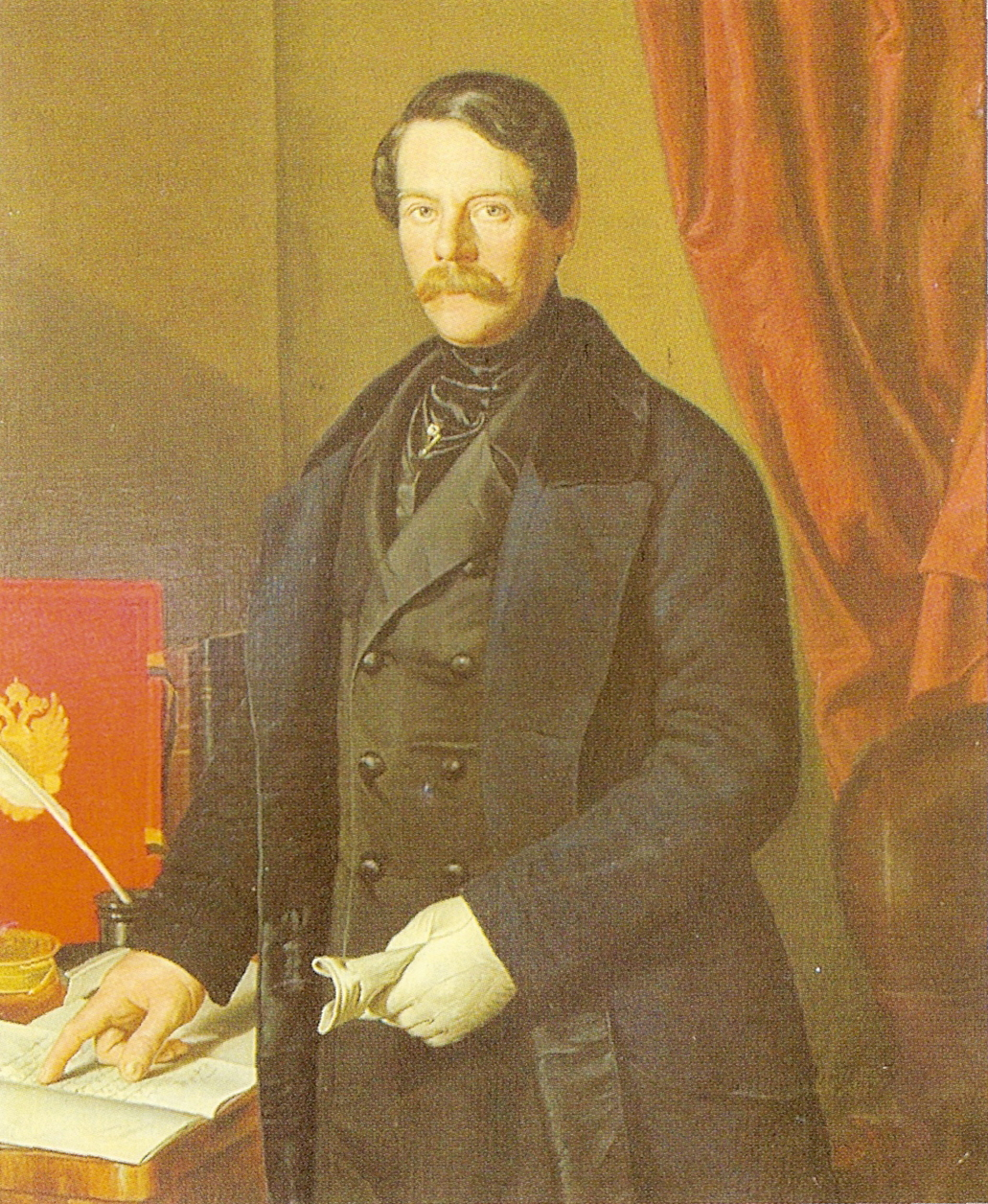
Reinhold Körner

Reinhold Körner (* 11. März 1803 in Linz; † 15. August 1873 ebenda) war ein österreichischer Politiker (Liberale Partei), Bürgermeister der oberösterreichischen Landeshauptstadt Linz und Kaufmann.

## Leben
Reinhold Körner besuchte ab 1813 das Schottengymnasium in Wien und betätigte sich danach wie sein früh verstorbener Vater Reinhold Körner und wie sein Stiefvater Alois Kapler als Kaufmann in Linz (Spezerei-, Material- und Farbwarenhändler).
Körners Vater hatte 1803 die Linzer Häuser Hofgasse 1 und Hofgasse 3 gekauft, Körner selbst erwarb im Jahr 1841 zusätzlich das Haus Hauptplatz 16.
Die erste frei gewählte Linzer Gemeindevertretung bestellte Körner am 30. Juli 1848 zum provisorischer Gemeindevorstand, am 11. August 1858 wurde er als Bürgermeister von Linz bestätigt. Nachdem Kaiser Franz Joseph I. mittels Entschließung vom 19. Februar 1854 die Verschiebung der Kommunalwahlen auf unbestimmte Zeit (bis zum Inkrafttreten eines neuen Gemeindegesetzes) angeordnet hatte, legte Körner unter dem Vorwand, sein Augenlicht werde immer schwächer und er müsse dringende Geschäftsreisen unternehmen, am 10. März 1854 sein Amt zurück.
Nach einer Zwangspause von rund zehn Jahren durfte im Jänner 1861 die Linzer Bevölkerung wieder über die Zusammensetzung des Stadtparlaments entscheiden, wobei der beliebte frühere Bürgermeister Reinhold Körner erneut gewählt wurde. Im Hinblick auf die jährlich durchzuführenden Ergänzungswahlen gab Körner am 1. März 1867 bekannt, dass er wegen seiner angegriffenen Gesundheit von seinen Funktionen als Bürgermeister und Gemeinderat zurücktreten müsse. In der I. Legislaturperiode war er von 1863 bis 1865 Abgeordneter zum Abgeordnetenhaus.

## Würdigung
- Im Jahr 1903 wurde in Linz die Körnerstraße nach ihm benannt.[5]